# XXXIV Legislatura del Congreso de la Unión de México
La XXXIV Legislatura del Congreso de la Unión de México estuvo conformada por los senadores y los diputados, miembros de sus respectivas cámaras. Inició sus funciones el 1 de septiembre de 1930 y concluyó el 31 de agosto de 1932.

## Senado de la República
Los cincuenta y ocho miembros del Senado de la República fueron electos para un periodo de cuatro años, dos por cada uno de los veintiocho estados y el Distrito Federal. Los senadores de primera fórmula fueron elegidos en las elecciones federales de 1928 y por tanto ejercieron también en la Legislatura anterior; y los senadores de segunda fórmula, lo fueron en las elecciones federales de 1930 por lo que su periodo se extendió también a la siguiente legislatura.
Una excepción fueron los senadores Práxedes Giner Durán de Chihuahua y Tellechea de Sonora, elegidos extraordinariamente en primera fórmula únicamente para los dos años de la XXXIV Legislatura.

### Integrantes

#### Número de Senadores por partido político
| Partido | Partido                         | Senadores |
| ------- | ------------------------------- | --------- |
|         | Partido Nacional Revolucionario | 58        |

Los 58 Senadores que conforman la XXXIV Legislatura son los siguientes:

#### Senadores por entidad federativa
| Estado           | Senador                    | Partido | Estado          | Senador                        | Partido |
| ---------------- | -------------------------- | ------- | --------------- | ------------------------------ | ------- |
| Aguascalientes   | Isaac Díaz de León         |         | Nayarit         | Francisco Anguiano             |         |
| Aguascalientes   | Miguel Ramos               |         | Nayarit         | Gustavo R. Cristo              |         |
| Campeche         | José C. Prieto             |         | Nuevo León      | Jerónimo Siller                |         |
| Campeche         | Pablo Emilio Sotelo Regil  |         | Nuevo León      | Carlos F. Osuna                |         |
| Chiapas          | Tiburcio Fernández Ruiz    |         | Oaxaca          | Eleazar del Valle              |         |
| Chiapas          | Benigno Cal y Mayor        |         | Oaxaca          | Genaro V. Vásquez              |         |
| Chihuahua        | Práxedes Ginér Durán       |         | Puebla          | José María Sánchez             |         |
| Chihuahua        | Luis Esther Estrada        |         | Puebla          | Miguel Andrew Almazán          |         |
| Coahuila         | Pablo Valdés               |         | Querétaro       | Enrique C. Osornio             |         |
| Coahuila         | Carlos Garza Castro        |         | Querétaro       | Elección nula                  |         |
| Colima           | Francisco Solórzano Béjar  |         | San Luis Potosí | Valentín Aguilar               |         |
| Colima           | José D. Aguayo             |         | San Luis Potosí | Lamberto Hernández             |         |
| Distrito Federal | Tomás P. Bay               |         | Sinaloa         | José María Valenzuela          |         |
| Distrito Federal | Gonzalo N. Santos          |         | Sinaloa         | Rodolfo T. Loaiza              |         |
| Durango          | Pastor Rouaix              |         | Sonora          | Leobardo Tellechea             |         |
| Durango          | Antonio Gutiérrez Rivera   |         | Sonora          | Ramón Ramos Almada             |         |
| Guanajuato       | Juan G. Abascal            |         | Tabasco         | Alcides Caparroso              |         |
| Guanajuato       | Juan B. Castelazo          |         | Tabasco         | Manuel Garrido Lacroix         |         |
| Guerrero         | Eduardo Neri               |         | Tamaulipas      | Pedro González                 |         |
| Guerrero         | Ezequiel Padilla Peñaloza  |         | Tamaulipas      | Marte R. Gómez                 |         |
| Hidalgo          | Arcadio Cornejo            |         | Tlaxcala        | Moisés Huerta                  |         |
| Hidalgo          | Matías Rodríguez Melgarejo |         | Tlaxcala        | Ignacio Mendoza                |         |
| Jalisco          | Juan de Dios Robledo       |         | Veracruz        | Manlio Fabio Altamirano Flores |         |
| Jalisco          | Antonio Valadez Ramírez    |         | Veracruz        | Abel S. Rodríguez              |         |
| México           | José J. Reynoso            |         | Yucatán         | Bartolomé García Correa        |         |
| México           | Zenón Suárez               |         | Yucatán         | César Alayola Barrera          |         |
| Michoacán        | Enrique Ramírez            |         | Zacatecas       | Lauro G. Caloca                |         |
| Michoacán        | Silvestre Guerrero         |         | Zacatecas       | Pedro Belaunzarán              |         |
| Morelos          | Fernando López             |         |                 |                                |         |
| Morelos          | Ambrosio Puente            |         |                 |                                |         |